# Adhesiu sensible a la pressió

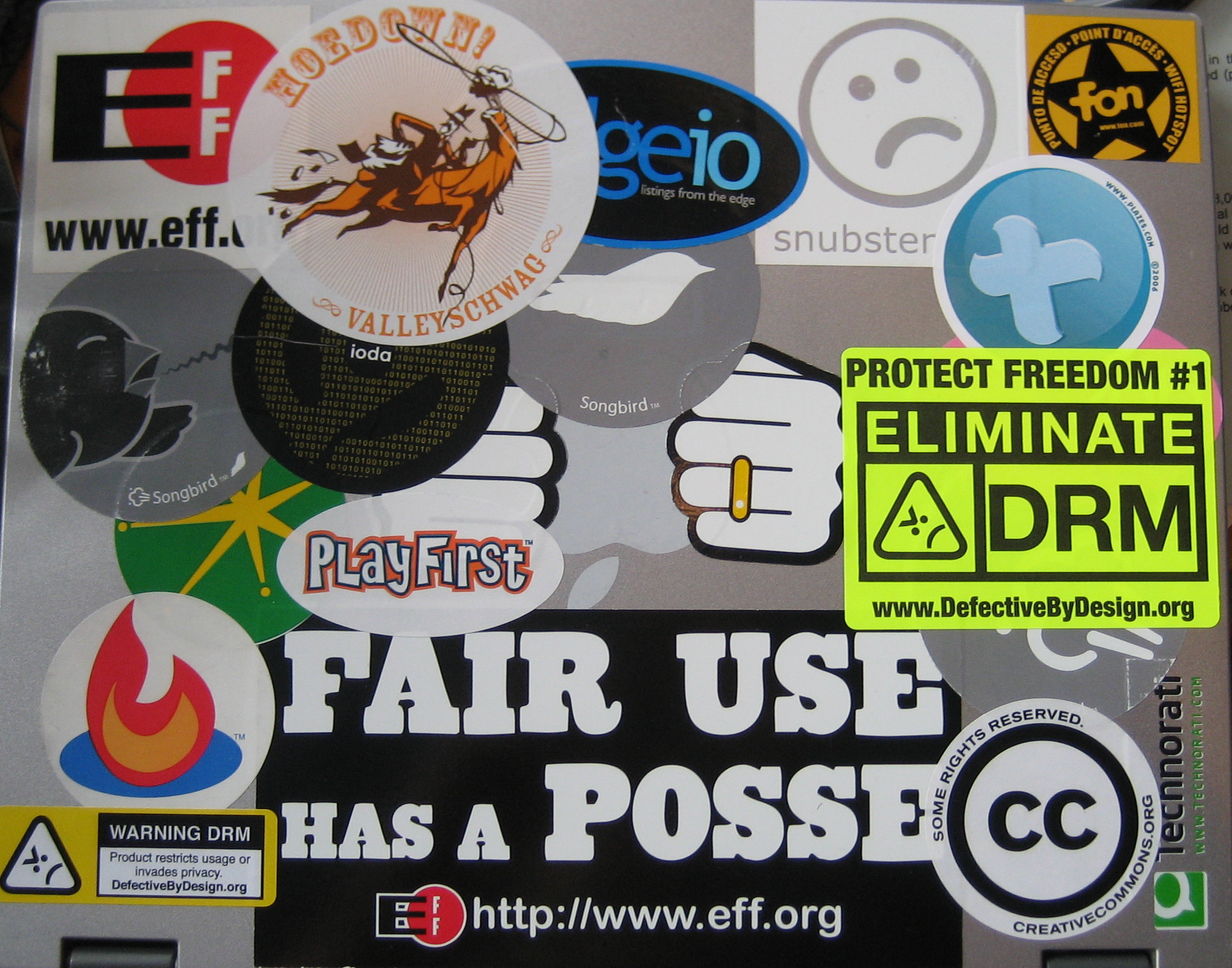
Adhesius en un ordinador portàtil, aplicats amb adhesiu sensible a la pressió

L'adhesiu sensible a la pressió (PSA, autoadhesiu) és un tipus d'adhesiu no reactiu que forma un enllaç quan s'aplica pressió per unir l'adhesiu amb una superfície. No es necessita dissolvent, aigua o calor per activar l'adhesiu. S'utilitza en cintes sensibles a la pressió, etiquetes, punts de cola, adhesius, blocs de notes adhesives, adorns d'automòbils i una gran varietat d'altres productes.
Com indica el nom "sensible a la pressió", el grau d'unió està influenciat per la quantitat de pressió que s'utilitza per aplicar l'adhesiu a la superfície.
Els factors de la superfície com la suavitat, l'energia superficial, l'eliminació de contaminants, etc. també són importants per a una unió adequada.
Els PSA solen estar dissenyats per formar un enllaç i mantenir-se correctament a temperatura ambient. Els PSA normalment redueixen o perden la seva adherència a baixes temperatures i redueixen la seva capacitat de retenció de cisalla a altes temperatures; es fabriquen adhesius especials per funcionar a altes o baixes temperatures.

## Adhesius estructurals i sensibles a la pressió
Els adhesius es poden dividir àmpliament en dues classes: estructurals i sensibles a la pressió. Per formar una unió permanent, els adhesius estructurals s'endureixen mitjançant processos com l'evaporació del dissolvent (per exemple, la cola blanca), la reacció amb la radiació UV (com en els adhesius dentals), la reacció química (com l'epoxi de dues parts) o el refredament (com en els adhesius dentals). fosa calenta). En canvi, els adhesius sensibles a la pressió (PSA) formen un enllaç simplement mitjançant l'aplicació d'una lleugera pressió per casar l'adhesiu amb l'adherent.
Els adhesius sensibles a la pressió estan dissenyats amb un equilibri entre el flux i la resistència al flux. L'enllaç es forma perquè l'adhesiu és prou suau per fluir, o mullar, l'adherent. L'enllaç té força perquè l'adhesiu és prou dur com per resistir el flux quan s'aplica una tensió a l'enllaç. Una vegada que l'adhesiu i l'adherent estan a prop, també hi ha interaccions moleculars com les forces de van der Waals implicades en l'enllaç, que contribueixen significativament a la força de l'enllaç final. Els PSA presenten propietats viscoelàstiques (viscoses i elàstiques), les quals s'utilitzen per a una unió adequada.
En contrast amb els adhesius estructurals, la resistència dels quals s'avalua com a resistència al tall de solap, els adhesius sensibles a la pressió es caracteritzen per la seva resistència al tall i al pelat, així com per la seva adherència inicial. Aquestes propietats depenen, entre altres coses, de la formulació, el gruix del recobriment, el fregament i la temperatura.
Els adhesius sensibles a la pressió " permanents " són inicialment sensibles a la pressió i desmuntables (per exemple per recuperar mercaderies mal etiquetades), però al cap d'hores o dies canvien les seves propietats, tornant-se menys o no viscosos, o augmentant la força de l'adherència, de manera que l'enllaç esdevé permanent. 

### Efectes de la forma
La unió adhesiva d'una cinta o etiqueta es pot veure afectada per la seva forma. Les cintes amb cantonades punxegudes comencen a desenganxar-se en aquestes cantonades; La força adhesiva es pot millorar arrodonint les cantonades.

## Aplicacions

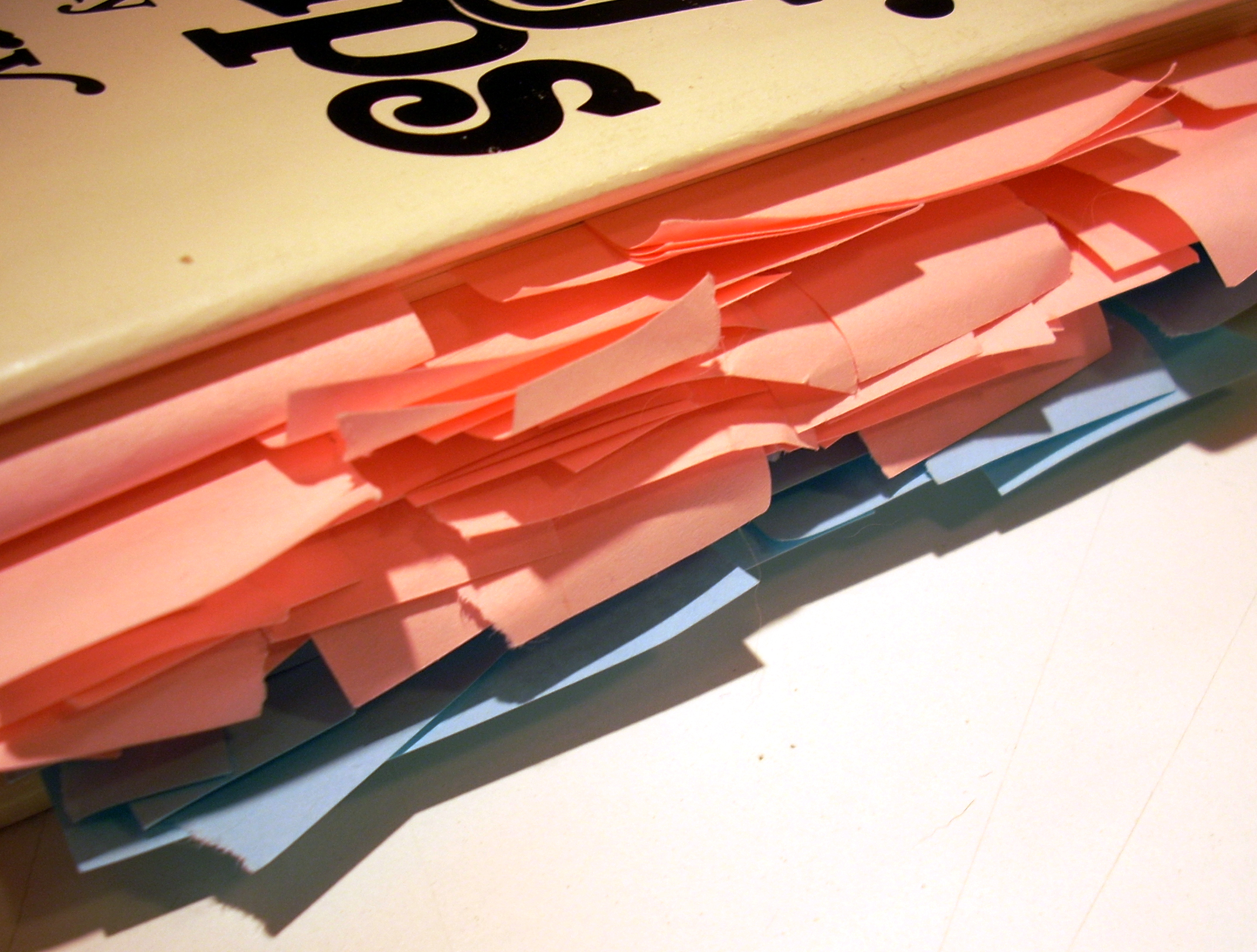
Notes post-it

Els adhesius sensibles a la pressió estan dissenyats per a aplicacions permanents o extraïbles. Alguns exemples d'aplicacions permanents inclouen etiquetes de seguretat per a equips elèctrics, cinta d'alumini per a conductes de climatització, muntatge d'interiors d'automòbils i pel·lícules d'amortiment de so i vibracions. Alguns PSA permanents d'alt rendiment presenten alts valors d'adhesió i poden suportar quilograms de pes per centímetre quadrat d'àrea de contacte, fins i tot a temperatura elevada. Aquests construeixen l'adhesió a un enllaç permanent després de diverses hores o dies.

### Eliminació
Els adhesius extraïbles estan dissenyats per formar una unió temporal i, idealment, es poden eliminar després de mesos o anys sense deixar residus a l'adherent. Els adhesius extraïbles s'utilitzen en aplicacions com ara pel·lícules de protecció de superfícies, cintes d'emmascarament, marcadors i papers de notes, etiquetes de marcatge de preus, materials gràfics promocionals i per al contacte amb la pell (apòsits per a la cura de ferides, elèctrodes d'ECG, cinta atlètica, pegats de fàrmacs transdèrmics, etc.).). Alguns adhesius extraïbles estan dissenyats per enganxar-se i desenganxar-se repetidament. Tenen poca adherència i generalment no poden suportar molt pes.
De vegades, l'eliminació neta de la cinta sensible a la pressió pot ser difícil sense danyar el substrat al qual s'adhereix. Estirar a un ritme lent i amb un angle de pelat baix ajuda a reduir els danys a la superfície. Els residus de PSA es poden suavitzar amb certs dissolvents orgànics o calor. El fred extrem (gel sec, esprai congelat, etc.) pot provocar que els materials viscoelàstics canviïn a una fase de vidre ; per tant, és útil per eliminar molts tipus de PSA.

## Fabricació
Els adhesius sensibles a la pressió es fabriquen amb un suport líquid o en forma 100% sòlida. Els articles com les cintes i les etiquetes es fabriquen amb PSA líquids recobrint l'adhesiu sobre un suport i evaporant el dissolvent orgànic o el transportador d'aigua, generalment en un assecador d'aire calent. L'adhesiu sec es pot escalfar encara més per iniciar una reacció de reticulació i augmentar el pes molecular. Els PSA 100% sòlids poden ser polímers de baixa viscositat que es recobreixen i després reaccionen amb radiació per augmentar el pes molecular i formar l'adhesiu (PSA curat per radiació); o poden ser materials d'alta viscositat que s'escalfen per reduir la viscositat prou per permetre el recobriment, i després es refreden a la seva forma final (hot melt PSA, HMPSA).

## Composició
Els PSA es basen generalment en un elastòmer compost amb un adherent adequat (per exemple, un èster de colofònia). Els elastòmers es poden basar en acrílics, que poden tenir suficient adherència per si mateixos i no requereixen un adherent.
Els copolímers de blocs d'estirè (SBC), també anomenats adhesius de copolímers d'estirè i adhesius a base de cautxú, tenen una bona flexibilitat a baixa temperatura, un gran allargament i una alta resistència a la calor. S'utilitzen freqüentment en aplicacions d'adhesiu de fusió en calent, on la composició conserva l'adherència fins i tot quan es solidifica; no obstant això, també s'utilitzen formulacions no sensibles a la pressió. Normalment tenen una estructura ABA, amb un segment de cautxú elàstic entre dos blocs extrems de plàstic rígid. Els formadors de pel·lícules d'alta resistència com a autònoms augmenten la cohesió i la viscositat com a additiu. Resistent a l'aigua, soluble en alguns dissolvents orgànics; la reticulació millora la resistència als dissolvents. Les resines associades a blocs terminals (cumarona-indè, α-metil estirè, vinil toluè, hidrocarburs aromàtics, etc.) milloren l'adhesió i alteren la viscositat. Les resines que s'associen als blocs mitjans (olefines alifàtiques, èsters de colofònia, politerpens, fenòlics terpènics) milloren l'adhesió, el processament i les propietats sensibles a la pressió. L'addició de plastificants redueix el cost, millora l'adherència sensible a la pressió, disminueix la viscositat de la fosa, disminueix la duresa i millora la flexibilitat a baixa temperatura. L'estructura ABA promou una separació de fases del polímer, unint els blocs finals, amb les parts elàstiques centrals actuant com a enllaços creuats; Els SBC no requereixen enllaços creuats addicionals.
L'estirè- butadiè -estirè (SBS) s'utilitza en aplicacions de PSA d'alta resistència, estirè-etilè/ butilè -estirè (SEBS) en aplicacions de teixits no teixits de baixa autoadherència, estirè- isoprè, -estirè (SIS) s'utilitzen en aplicacions de PSA d'alta adherència de baixa viscositat.